# Kościół św. Wawrzyńca w Łomnicy
Kościół św. Wawrzyńca w Łomnicy – rzymskokatolicki kościół w Łomnicy, w województwie wielkopolskim.
Kościół został zbudowany na planie krzyża w 1770 roku. Środkową część świątyni kryje pseudokopuła, zwieńczona niewiele węższą laterną. Zachowało się bogate wyposażenie z epoki baroku, które obejmuje ołtarze, organy, dwa konfesjonały, ambonę, obrazy i polichromię.
Przed kościołem umieszczono dwie późnobarokowe figury świętych, wykonane z piaskowca. W sąsiedztwie znajduje się zabytkowa drewniana dzwonnica z 1770 roku i XVIII-wieczna brama.